# Alternative-Streitbeilegung-Stellen (Österreich)

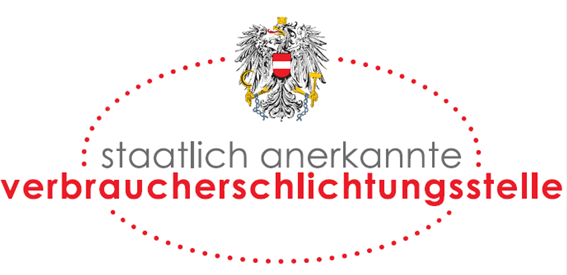
Zeichen der AS-Stellen in Österreich

Alternative-Streitbeilegung-Stellen (AS-Stellen, auch: Verbraucherschlichtungsstellen) sind Streitschlichtungsstellen nach dem österreichischen Alternative-Streitbeilegung-Gesetz (AStG), mit denen das Verfahren zur alternativen Beilegung von Streitigkeiten über Verpflichtungen aus einem entgeltlichen Vertrag zwischen einem in Österreich niedergelassenen Unternehmer und einem Verbraucher geregelt wird (§ 1 Abs. 1 AStG).

## Streitschlichtungsstellen
Gemäß § 4 Abs. 1 AStG sind als AS-Stellen zugelassen:
- Schlichtungsstelle der Energie-Control Austria (E-Control)[2],
- Telekom-Schlichtungsstelle der Rundfunk und Telekom Regulierungs-GmbH (Kommunikationsbehörde Austria)[3],
- Post-Schlichtungsstelle der Rundfunk und Telekom Regulierungs-GmbH (Kommunikationsbehörde Austria)[4],
- Agentur für Passagier- und Fahrgastrechte[5],
- Gemeinsame Schlichtungsstelle der Österreichischen Kreditwirtschaft[6],
- Internet Ombudsmann[7],
- Ombudsstelle Fertighaus[8] und
- Schlichtungsstelle für Verbrauchergeschäfte.[9]

Die letztgenannte Schlichtungsstelle für Verbrauchergeschäfte ist nach § 4 Abs. 2 AStG für die Behandlung von Beschwerden zuständig, für die nicht die anderen Streitschlichtungsstellen zuständig sind (Auffangschlichtungsstelle). Die Aufzählung der AS-Stellen ist abschließend und eine Erweiterung nur durch eine Änderung des Gesetzes möglich. Im ersten Halbjahr 2016 wurden 3.500 Schlichtungsverfahren durchgeführt und knapp 3.000 Fälle abgeschlossen. Die Einigungsquote beträgt dabei 63 %. Die Verfahrensdauer im ersten Halbjahr betrug durchschnittlich 33 Tage.
AS-Stellen sind nach § 5 Abs. 1 AStG verpflichtet ein spezielles Zeichen, das „AS-Stellen-Zeichen“, zu führen. Das AS-Stellen-Zeichen besteht nach § 5 Abs. 2 AStG:
- aus dem Wappen der Republik Österreich (Bundeswappen) und der Wortfolge
- „Staatlich anerkannte Verbraucherschlichtungsstelle“;

Das AS-Stellen-Zeichen darf nur von AS-Stellen gemäß § 4 Abs. 1 geführt werden (§ 5 Abs. 3 AStG). Das unberechtigte Führung von AS-Stellen-Zeichen ist nach § 30 AStG als eine Verwaltungsübertretung mit Geldstrafe bis zu 3000 Euro zu bestrafen.
Personen oder Einrichtungen, die nicht nach dem AStG oder auf Grund anderer Rechtsvorschriften als Schlichtungsstelle tätig sind, dürfen sich als AS-Stelle, Schlichtungsstelle oder Verbraucherschlichtungsstelle, Kundenbeschwerdestelle etc. bezeichnen, da dieser Begriff selbst nicht geschützt ist. Die Unterscheidung erfolgt lediglich anhand des AS-Stellen-Zeichen nach § 5 Abs. 2 AStG. Es steht den Unternehmern auch weiterhin frei zur Beilegung von Streitigkeiten mit Verbrauchern andere Stellen weiter zu betreiben, einzurichten oder zu beauftragen. Unternehmer müssen jedoch die Informationspflichten gemäß § 19 AStG bzw. Artikel 14 Abs. 1 und 2 der Verordnung (EU) Nr. 524/2013 gegenüber den Verbrauchern richtig und vollständig erfüllen (siehe § 29 AStG: eine mangel- oder fehlerhafte Information ist eine Verwaltungsübertretung, die mit einer Geldstrafe bis zu 750 Euro zu bestrafen ist).

## Ziel
Ziel der AS-Stellen ist eine Stärkung von Verbraucherrechten durch kostengünstige, rasche und einfache alternative Streitbeilegungsmechanismen (siehe auch Art 1 ADR-Richtlinie).
Den Parteien soll dadurch zu einer einvernehmlichen Lösung gebracht oder eine Lösung vorgeschlagen werden, die sie zu einer gütlichen Einigung veranlasst (siehe auch § 3 Zif. 1 AStG).

## Verfahren
Die AS-Stellen haben anhand der Vorgaben des AStG detaillierte Verfahrensregeln festzulegen, anhand derer den Verfahrensparteien ein faires, schnelles, objektives Schlichtungsverfahren garantiert wird (siehe z. B. §§ 6 und 12 AStG). Dabei werden die AS-Stellen jedoch nicht generell auf ein bestimmtes Konfliktbeilegungsverfahren festgelegt. In den Verfahrensregeln ist auch festzulegen, wann die Annahme oder Bearbeitung einer Beschwerde abgelehnt werden kann (siehe z. B. § 6 Abs. 6 AStG). Das Verfahren ist nicht öffentlich (§ 15 Abs. 1 AStG). Das Verfahren ist on- und offline zu ermöglichen (§ 8 Abs. 1 Zif. 1 und 2 AStG), und es sind auch Streitigkeiten durchzuführen, die ausländische Sachverhalte betreffen (§ 8 Abs. 1 Zif. 3 AStG).

### Verfahrensbeteiligte
Verfahrensbeteiligte sind Verbraucher aus einem Mitgliedstaat des EWR und Unternehmer mit Sitz in Österreich, wobei nach § 12 Abs. 1 AStG nur der Verbraucher als Antragsteller auftreten kann (Art 2 Abs. 2 lit. g) ADR-RL).
Grundsätzlich sieht Art 12 Abs. 1 AStG vor, dass das Verfahren mit dem Einlangen der Beschwerde des Verbrauchers bei der zuständigen AS-Stelle eingeleitet wird. Es kann daher die Schlichtungsstelle in der Verfahrensordnung auch vorsehen, dass Unternehmer die Beschwerde einleiten können. Dies ist im AStG nicht ausdrücklich ausgeschlossen.
Eine Vertretung oder Unterstützung der Parteien durch Rechtsanwälte oder Dritte ist in jedem Verfahrensstadium zulässig (siehe § 12 Abs. 3 und 4 AStG).

### Freiwilligkeit
Die Teilnahme am Verfahren ist freiwillig. Die Parteien können das Verfahren in jedem Stadium abbrechen (Sonderregelung jedoch für Unternehmer, die gesetzlich oder vertraglich zur Teilnahme verpflichtet sind). Über diese Möglichkeit sind die Parteien vor Durchführung des Verfahrens zu informieren (§ 12 Abs. 2 AStG; Art 9 Abs. 2 lit. a) ADR-RL).
Gemäß Art 10 Abs. 1 ADR-RL haben die Unionsmitgliedstaaten sicherzustellen, „dass eine Vereinbarung zwischen einem Verbraucher und einem Unternehmer darüber, Beschwerden bei einer AS-Stelle einzureichen, für den Verbraucher nicht verbindlich ist, wenn sie vor dem Entstehen der Streitigkeit getroffen wurde und wenn sie dazu führt, dass dem Verbraucher das Recht entzogen wird, die Gerichte zur Beilegung des Streitfalls anzurufen“.

### Zuständigkeit
Die Zuständigkeit einer AS-Stelle richtet sich grundsätzlich nach dem Sachgebiet, zu welchem die Beschwerde aufgetreten ist (§ 4 Abs. 1 AStG siehe oben: „Streitschlichtungsstellen“). Erklärt sich eine AS-Stelle für unzuständig (eine Beschwerdemöglichkeit dagegen ist nicht vorgesehen), so ist, falls die anderen Kriterien erfüllt sind (siehe z. B. § 6 Abs. 6 AStG), jedenfalls die Schlichtungsstelle für Verbrauchergeschäfte zuständig (§ 4 Abs. 1 Zif. 8 und Abs. 2 AStG iVm Art 5 Abs. 3 ADR-RL).

### Verfahrenskosten
Das Schlichtungsverfahren ist grundsätzlich kostenlos (§ 13 AStG). Es kann aber in den Verfahrensregeln eine Schutzgebühr vorgesehen werden (siehe z. B. § 6 Abs. 5 AStG; Art 8 lit. c) ADR-RL).

### Verfahrensdauer
Grundsätzlich sind Schlichtungsverfahren nach 90 Tagen unter Darlegung der Gründe abzuschließen (§ 14 Abs. 1 AStG).
Bei komplexen Streitigkeiten kann die AS-Stelle die Frist verlängern. Darüber sind die Parteien zu informieren (§ 14 Abs. 2 AStG).

### Lösungsvorschlag
Grundsätzlich ist eine Lösung des Problems durch die Parteien selbst zu finden. Wird jedoch „eine Lösung des Streitfalls auf andere Weise nicht erreicht, so kann der Schlichter den Parteien einen konkreten Vorschlag zu dessen Beilegung unterbreiten. Der Lösungsvorschlag hat sich im Rahmen der Gesetze zu bewegen“ (§ 16 Abs. 1 AStG) und es ist eine angemessene Überlegungsfrist einzuräumen (§ 16 Abs. 3 AStG).
Der Lösungsvorschlag hat sich im Rahmen der Gesetze zu bewegen bedeutet, dass der Lösungsvorschlag sich an der vorhandenen Sach- und Rechtslage orientieren muss. Um einem rechtsstaatlichen Verfahren z. B. im Hinblick auf das Transparenzgebot zu genügen, muss der Lösungsvorschlag mit einer Begründung versehen sein, die damit Teil des Schlichtungsvorschlags wird. Eine Begründung ist insbesondere notwendig, um den Parteien eine fundierte Entscheidung über die Annahme oder die Ablehnung des Lösungsvorschlags zu ermöglichen. Aus der Begründung muss sich daher insbesondere erkennen lassen, auf welche tatsächlichen und rechtlichen Überlegungen der Schlichter seinen Lösungsvorschlag gestützt hat. Bei grenzüberschreitenden Bezügen hat das AStG hier kein Primat des österreichischen Rechts vorgesehen. Der Lösungsvorschlag wird sich in solchen Fällen daher am geltenden Kollisionsrecht ausrichten, das am Sitz der AS-Stelle gilt, wobei unionsrechtliche Grundsätze zu beachten sein werden.
Nach § 16 Abs. 2 AStG steht es den Parteien frei, diesem Lösungsvorschlag zuzustimmen. Die Parteien sind vor der Erteilung einer Zustimmung darüber zu informieren,
1. dass sie die Wahl haben, dem Lösungsvorschlag zuzustimmen oder ihn abzulehnen,
2. dass die Beteiligung am Verfahren die Möglichkeit nicht ausschließt, die Durchsetzung ihrer Rechte vor Gericht zu suchen,
3. dass der Lösungsvorschlag anders sein kann als das Ergebnis eines Gerichtsverfahrens und
4. welche Rechtswirkungen die Annahme des Lösungsvorschlags hat.

Der vor einer AS-Stelle abgeschlossene Vergleich ist nach § 33 TP 20 Abs. 2 Zif. 5 Gebührengesetz 1957 (GebG) gebührenfrei.

### Beendigung des Verfahrens
Das Verfahren ist nach § 17 Abs. 1 AStG zu schließen, wenn
1. der Verbraucher seinen Antrag zurückzieht oder erklärt, das Verfahren nicht fortsetzen zu wollen,
2. der Unternehmer am Verfahren nicht teilnimmt oder erklärt, das Verfahren nicht fortsetzen zu wollen,
3. die AS-Stelle für die einlangende Beschwerde nicht zuständig ist,
4. eine Einigung erzielt wurde oder der Einigungsversuch erfolglos verlaufen ist.
5. ein Ablehnungsgrund nach § 6 Abs. 6 AStG vorliegt:[20]
  1. die Beschwerde mutwillig oder schikanös ist,
  2. die Beschwerde von einer AS-Stelle oder einem Gericht behandelt wird oder bereits behandelt worden ist,
  3. der Streitwert einen festgelegten Schwellenwert unter- oder überschreitet,
  4. der Verbraucher die Beschwerde nicht innerhalb einer in den Verfahrensregeln festgesetzten Frist von zumindest einem Jahr ab dem Zeitpunkt, zu dem er die Beschwerde beim Unternehmer vorgebracht hat, bei der AS-Stelle eingereicht hat,
  5. die Behandlung der Streitigkeit den effektiven Betrieb der AS-Stelle ernsthaft beeinträchtigen würde,
  6. der Verbraucher in der Beschwerde nicht glaubhaft macht, dass er eine Einigung mit dem Unternehmer versucht hat oder diesen Versuch binnen einer von der AS-Stelle gesetzten angemessenen Frist nicht nachweislich nachholt.

Mit der Mitteilung des Ergebnisses gilt das Verfahren als beendet.

### Verjährungshemmung
Die Einbringung „einer Beschwerde und die gehörige Fortsetzung eines Verfahrens vor einer zuständigen AS-Stelle hemmen Anfang und Fortlauf der Verjährung sowie sonstiger Fristen zur Geltendmachung der vom Verfahren betroffenen Rechte und Ansprüche“ (§ 18 AStG; Art 12 ADR-RL).

### Datenschutz
Die AS-Stellen dürfen gemäß § 8 Abs. 2 AStG personenbezogene Daten nur insoweit verarbeiten, als dies für die Durchführung eines Verfahrens erforderlich ist. Die Löschung dieser Daten ist in einem Zeitraum von drei Monaten nach Ablauf von drei Jahren ab der Mitteilung des Ergebnisses eines Verfahrens vorzunehmen.

### Verfahrenssprache
Das AStG sieht keine Verfahrenssprache vor. Es ist daher grundsätzlich davon auszugehen, dass sich jeder Unionsbürger in seiner Sprache an die AS-Stelle wenden kann und auch eine Antwort in dieser Sprache erhalten muss, sofern die Verfahrensregeln der jeweiligen AS-Stelle nicht etwas anderes (nicht diskriminierend) vorsehen.

### Schlichter
Die mit der Streitbeilegung betraute natürliche Person wird als „Schlichter“ bezeichnet (§ 3 Zif. 2 AStG). AS-Stellen sind nach § 7 Abs. 2 AStG verpflichtet, auf ihrer laufend zu aktualisierenden Website den Parteien Informationen über den bzw. die Schlichter, inklusive Angaben über deren Ernennung, vorgesehene Funktionszeit, Namen, erworbene Qualifikation und bisherigen beruflichen Werdegang, bereitzuhalten und nach § 8 Abs. 1 AStG bei Bedarf Schulungen für die Schlichter anzubieten.

#### Vertraulichkeit
Das Verfahren bei den AS-Stellen ist nicht öffentlich (§ 15 Abs. 1 AStG). Die Parteien können die Schlichter und Mitarbeiter der Schlichtungsstelle von der Verschwiegenheit und Vertraulichkeit in Bezug auf die übergebenen Unterlagen entbinden. Ansonsten haben der Schlichter und die AS-Stelle das Verfahren und alle Informationen vertraulich zu behandeln und keine Auskünfte zu erteilen (§ 15 Abs. 2 AStG, § 321 Abs. 1 Zif. 3 ZPO).

#### Ernennung des Schlichters
Der Schlichter ist auf mindestens drei Jahre zu bestellen und darf nur nach den in § 10 Abs. 2 AStG genannten Gründen abberufen werden. Ob eine Wiederbestellung zulässig ist, wird vom AStG nicht geregelt.

#### Qualifikation des Schlichters
Der Schlichter hat über Rechtskenntnisse, das erforderliche Fachwissen, die Erfahrung und die Fähigkeiten, die für die Arbeit in der AS-Stelle oder der gerichtlichen Beilegung verbraucherrechtlicher Streitigkeiten erforderlich sind, zu verfügen (§ 10 Abs. 1 AStG; Art 6 ADR-RL). Schlichtungsstellen können in verschiedensten Bereichen tätig sein. Es ist daher erforderlich als Schlichter unter Umständen nicht nur ein juristisches Grundwissen zu haben, sondern z. B. auch oder überwiegend ein
technisches Wissen.

#### Befangenheit des Schlichters
Der mit der Verfahrensführung betraute Schlichter hat sein Amt unabhängig und unparteiisch auszuüben (§ 10 Abs. 1 und 3 AStG; Art 6 ADR-RL). Ist dies nicht gegeben, hat der Schlichter dies unverzüglich gegenüber der Leitung der AS-Stelle offenzulegen (§ 10 Abs. 3 AStG; Art 6 ADR-RL), welche den Schlichter durch einen anderen zu ersetzen hat (§ 10 Abs. 4 AStG; Art 6 ADR-RL).
Der Schlichter hat den Parteien gegenüber seine Befangenheit gemäß AStG nicht offenzulegen, selbst, wenn diese seine Unabhängigkeit oder Unparteilichkeit beeinträchtigen könnte (siehe hierzu jedoch Art 6 Abs. 2 lit. c) ADR-RL). Die Parteien haben kein Ablehnungsrecht gemäß AStG, falls sie das Vorliegen einer Befangenheit des Schlichters kennen oder solche ersichtlich wird und auch keine Möglichkeit, die zuständige AS-Stelle anzurufen.
Die genaue Vorgehensweise bei Befangenheit oder Parteilichkeit (bzw. Schutz der Unparteilichkeit) ist nach § 6 Abs. 3 AStG in den Verfahrensregeln festzulegen.

#### Unabhängigkeit
Schlichter im Sinne des AStG können auch Personen sein, die von einem Berufs- oder Wirtschaftsverband, dessen Mitglied der Unternehmer ist, beschäftigt oder vergütet werden. Inwieweit hier eine persönliche, wirtschaftliche oder organisatorische Unabhängigkeit gegeben sein muss, lässt das AStG teilweise offen, obwohl Art 2 Abs. 2 der ADR-RL hier eine klare Transparenz fordert. Es besteht gemäß AStG keine Möglichkeit, wenn z. B. ein Schlichter von der Unternehmerseite bestellt wurde, dass auch ein Vertreter der Arbeiterseite oder eines Verbraucherverbandes an der Schlichtung als Schlichter teilnehmen muss oder kann (paritätische Besetzung).
Lediglich, wenn kollegiale Gremien als Schlichtungsorgane eingesetzt werden, so sind sie mit der jeweils gleichen Anzahl von Vertretern der Verbraucherinteressen und von Vertretern der Unternehmerinteressen zu besetzen (§ 11 AStG; Art 6 Abs. 5 Satz 1 der ADR-RL). Die Mitglieder eines solchen kollegialen Gremiums müssen grundsätzlich jeder für sich alle Anforderungen für einen Schlichter erfüllen. Grundsätzlich ist es nicht ausgeschlossen, dass zu diesen Schlichtern im kollegialen Gremium, die z. B. von einem Unternehmerverband und einem Verbraucherverband entsendet wurden, auch ein oder mehrere weitere neutrale Dritte entsandt werden.
Es ist im AStG nicht vorgesehen, dass ein Schlichter, der z. B. von einem Unternehmensverband beschäftigt oder vergütet wird, dies den Parteien vor, während oder nach dem Schlichtungsverfahren offenzulegen hat (siehe jedoch Art 7 Abs. 1 lit. d ADR-RL).
Ist der Schlichter in einem Berufs- oder Wirtschaftsverband beschäftigt, welche Unternehmer vertreten, muss er von der AS-Stelle einen gesonderten Rechnungskreis und ausreichende Mittel zur Verfügung gestellt bekommen (§ 10 Abs. 5 AStG; Art 6 Abs. 4 ADR-RL), sofern der Schlichter nicht in einem Kollegialorgan tätig ist.
Es besteht nach dem AStG auch grundsätzlich kein Bedenken in Bezug auf die Unabhängigkeit, wenn ein Schlichter zuvor z. B. bei einem Unternehmen, das in einen Schlichtungsfall verwickelt ist, beschäftigt war (keine Cooling-off-Periode gefordert).
Das AStG sieht keine Regelung vor, falls der Schlichter eine Vergütung zugesprochen erhält, die mit dem Ergebnis von Streitbeilegungsverfahren in Zusammenhang steht (andere Regelung jedoch in Art 6 Abs. 1 lit. d) ADR-RL – dementsprechend ist die Unabhängigkeit und Unparteilichkeit von Schlichtern nur dann gewährleistet, wenn diese „in einer Weise vergütet werden, die nicht mit dem Ergebnis des Verfahrens im Zusammenhang steht“).
Das AStG sieht keine generelle Weisungsfreiheit des Schlichters im Schlichtungsverfahren vor. Dass die Reglung im AStG über die Unabhängigkeit der Schlichter von den Parteien als auch in Bezug auf die AS-Stellen und andere Einrichtungen Art 6 Abs. 3 ADR-Richtlinie entspricht, ist eher zu verneinen, da mehrere in Art 6 Abs. 3 der ADR-RL geforderten Kriterien im AStG nicht vollständig oder gar nicht umgesetzt wurden.

## Aufgaben von AS-Stellen

### Informationsverpflichtungen
AS-Stellen sind verpflichtet, eine laufend aktualisierte, geeignete, eindeutige und leicht verständliche „Website zu unterhalten, die den Parteien einen einfachen Zugang zu Informationen und eine Antragsmöglichkeit über das Verfahren zu bieten hat“ (§ 7 Abs. 1 und 2 AStG).
Die AS-Stellen haben nach § 21 AStG die Liste der Europäischen AS-Stellen und einen Link zur OS-Plattform der Europäischen Kommission auf ihren Websites zu veröffentlichen und erforderlichenfalls auf einem dauerhaften Datenträger in ihren Räumlichkeiten öffentlich zugänglich zu machen.

### Weitere Aufgaben
Gemäß § 9 AStG haben AS-Stellen jährlich einen Tätigkeitsbericht zu erstellen und den Schlichter zu ernennen (§§ 9 und 10 AStG).
AS-Stellen haben sich untereinander zu unterstützen, zu kooperieren und Informationen auszutauschen (§ 20, 22 AStG). Bei grenzübergreifenden Streitigkeiten hat das Europäische Verbraucherzentrum Österreich die Verbraucher dabei zu unterstützen, die zuständige AS-Stelle ausfindig zu machen.

### Berichtspflichten der AS-Stellen
AS-Stellen haben eine weitreichende Berichtspflicht an die zuständigen Behörden (§§ 26 bis 28 AStG).

### Tribunal im Sinne der EMRK?
Die AS-Stellen sind in keinem Fall ein Tribunal im Sinne der Europäischen Menschenrechtskonvention. Es fehlt jedenfalls an einer Sicherung der Unabhängigkeit (Weisungsfreiheit), der vollen Kognitionsbefugnis (Prüfungsrecht auf alle maßgeblichen Sach- und Rechtsfragen) und die Unparteilichkeit ist durch die Zulassung von Personen als Schlichter, die von einem Unternehmerverband oder Arbeitnehmerverband etc. bezahlt werden, objektiv nicht gewährleistet (insbesondere auch, weil sie diese Zugehörigkeit und Entlohnung gegenüber den Parteien nicht offenlegen müssen).

## Veröffentlichungsverbot für die Parteien
Das in § 6 Abs. 4 AStG vorgesehene Verbot, dass es Parteien und deren Vertretern während eines anhängigen Verfahrens und danach durch die Verfahrensregeln einer AS-Stelle untersagt werden kann, die Streitsache oder die Inhalte des Schlichtungsverfahrens an die Öffentlichkeit zu bringen oder eine mediale Berichterstattung darüber zu erwirken, ist ein unzulässiger Eingriff in verfassungsrechtliche und insbesondere unionsrechtliche Grundsätze (z. B. Verstoß gegen das Verhältnismäßigkeitsprinzip).
Ein solches Geheimhaltungsverbot für die Parteien, wie in § 6 Abs. 4 AStG vorgesehen, ist in der europarechtlichen Grundlage, der Richtlinie 2013/11/EU (ADR-Richtlinie) auch nicht vorgesehen (vgl. Art 17 ADR-RL – nur für die AS-Stellen verpflichtend).
Um ein Geheimhaltungsinteresse, insbesondere zu Gunsten des Unternehmers, im Sinne des § 6 Abs. 4 AStG heranzuziehen und zu gewähren, müssten zumindest die Kriterien für den Ausschluss der Öffentlichkeit nach § 172 ZPO erfüllt sein, sofern eine Analogie als zulässig erachtet wird.

## Informationspflichten für Unternehmer
Unternehmer haben nach § 19 AStG (Art 13 ADR-RL) die Verbraucher auf deren Website und gegebenenfalls in den allgemeinen Geschäftsbedingungen in klarer, verständlicher und leicht zugänglicher Weise über die zuständige AS-Stelle oder die AS-Stellen in Kenntnis zu setzen, von der oder denen er erfasst wird, sofern er sich verpflichtet oder verpflichtet ist, diese Stellen zur Beilegung von Streitigkeiten mit Verbrauchern einzuschalten. Diese Information hat Angaben zur Website-Adresse der betreffenden AS-Stelle oder AS-Stellen zu enthalten.
Können der Unternehmer und der Verbraucher in einer Streitigkeit keine Einigung erzielen, so hat der Unternehmer den Verbraucher auf Papier oder einem anderen dauerhaften Datenträger auf die für ihn zuständige AS-Stelle oder zuständigen AS-Stellen hinzuweisen. Der Unternehmer hat zugleich anzugeben, ob er an einem Verfahren teilnehmen wird (§ 19 Abs. 3 AStG).

## Anwendungs- und Geltungsbereich
Das AStG ist anzuwenden auf (§ 1 Abs. 1 AStG):
- Streitigkeiten über Verpflichtungen aus einem entgeltlichen, zivilrechtlichen Vertrag,
- zwischen einem in Österreich niedergelassenen Unternehmer und
  - einem in Österreich oder
  - in einem sonstigen Vertragsstaat des Abkommens über den Europäischen Wirtschaftsraum,
- wohnhaften Verbraucher.

Das AStG gilt daher nicht für Streitigkeiten
- über Verpflichtungen aus einem entgeltlichen Vertrag mit Unternehmern oder Verbrauchern aus Drittstaaten (z. B. der Schweiz),
- von Unternehmern gegen Verbraucher,
- von Unternehmern gegen Unternehmer und
- von Verbrauchern gegen Verbraucher (z. B. Verkäufe bei Online-Plattformen) und daher auch nicht erbrechtliche oder familienrechtliche Streitigkeiten, da die Streitparteien daran nicht in ihrer Eigenschaft als Verbraucher oder Unternehmer beteiligt sind,
- zwischen Unternehmern oder Verbrauchern mit Dritten, die am Rechtsgeschäft nicht beteiligt waren bzw. sind.

Ausdrücklich ausgenommen vom Geltungsbereich sind Streitigkeiten aus Rechtsgeschäften (§ 1 Abs. 2 AStG):
1. über Gesundheitsdienstleistungen, die von Angehörigen der Gesundheitsberufe gegenüber Patienten erbracht werden, um deren Gesundheitszustand zu beurteilen, zu erhalten oder wiederherzustellen, einschließlich der Verschreibung, Abgabe und Bereitstellung von Arzneimitteln und Medizinprodukten,[27]
2. mit öffentlichen Anbietern von Weiter- oder Hochschulbildung,
3. nichtwirtschaftliche Dienstleistungen von allgemeinem Interesse und
4. Kaufverträge über unbewegliche Sachen.

Inwieweit arbeitsvertragliche Streitigkeiten ausgenommen sind, wurde vom AStG nicht geregelt. Streitigkeiten mit Unternehmern die einen sogenannten freien Beruf ausüben (z. B. Anwälte), sind vom Anwendungsbereich des AStG nicht generell ausgenommen (siehe auch § 2 AStG). Mietrechtliche Streitigkeiten sind nach 12 Abs. 4 AStG umfasst.

## In Kraft treten
Das AStG ist grundsätzlich mit der Publikation am 13. August 2015 in Kraft getreten. Die zentralen §§ 5 bis 19, 21 bis 23 und 25 bis 30 sind gemäß § 31 AStG jedoch erst mit 9. Januar 2016 anzuwenden.